# 玉泉寺 (当阳市)
当阳玉泉寺，位于湖北省宜昌市当阳市境内的玉泉山，为全国重点文物保护单位、汉族地区佛教全国重点寺院、国家森林公园和国家4A级旅游景区。
南北朝大通二年（528年），梁武帝敕建覆船山寺。隋开皇十三年（593年），智顗奉诏建寺，在此宣講《法華玄義》。因见山下珍珠泉清澈似珠玉，将其改名玉泉，晋王杨广赐额“玉泉寺”。594年，智顗在此宣講《摩訶止觀》。
唐仪凤三年（678年）神秀在此宏扬禅法，玉泉寺从此盛名天下。宋真宗天禧五年（1021年）章献明肃皇后敕建玉泉寺，后元、明、清代都有所修葺。

## 建筑风格
殿宇飞檐斗拱，彩画斑斓。殿前陈列着1500公斤重的隋铁镬以及元铁釜和钟。殿侧有唐代画家吴道子所画的石刻观音像。寺内种植古柏、银杏、月桂，四季飘香。寺前山泉叮咚，清韵宜人。玉泉寺左侧，有玉泉铁塔。铸于北宋，全部用生铁铸成，为中国古铁塔之最。

## 文物保护情况
1956年11月15日，分别以“玉泉寺鉄塔”、“玉泉寺”的名义被湖北省人民委员会列为第一批湖北省文物保护单位；1982年2月23日，以“玉泉寺及铁塔”的名义被中华人民共和国国务院列为第二批全国重点文物保护单位。
其作为文物的保护范围为：北以大德塔林北沿60米、显烈山山脚线、显烈祠北沿25米、青龙山山脚线、镜月湖北沿90米、堆蓝晚翠山门一线为界，东以堆蓝晚翠山门为界，南以堆蓝晚翠山门、玉泉河南岸沿线、寺前小路、智者纪念堂南100米、月光殿南200米一线为界，西以观音殿西20米、朝阳湖处菩提路西南40米、狮子口南沿10米、大德塔林西沿15米一线为界，四至边界形成完整、闭合的区域。
其作为文物的建设控制地带为：以保护范围为基准，向北延伸1400米，向西北延伸1570米，向南延伸1900米，向西南延伸1320米，向西延伸1450米，向东延伸430米，四至边界形成完整、闭合的区域。

## 相册

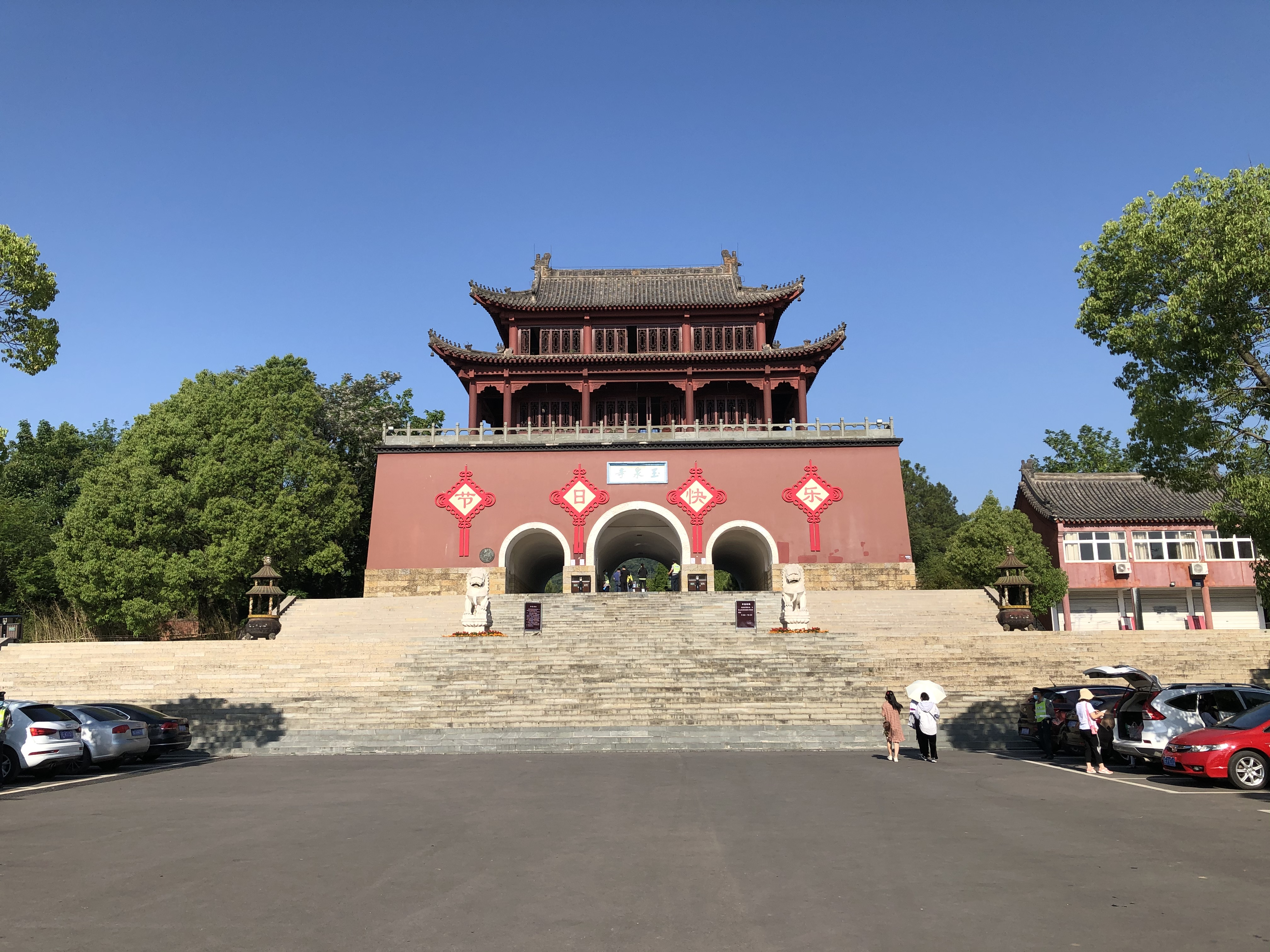
大门
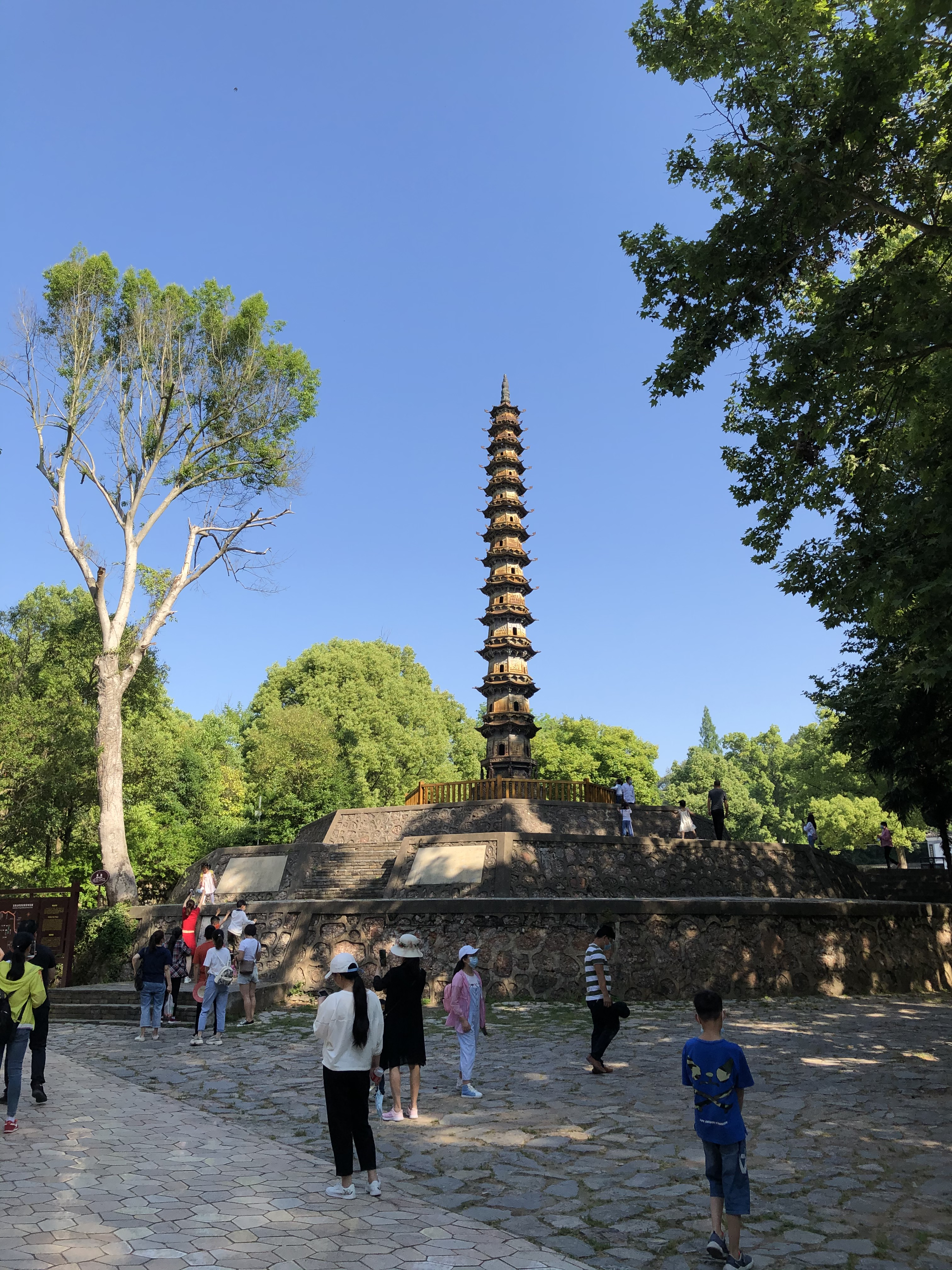
棱金铁塔
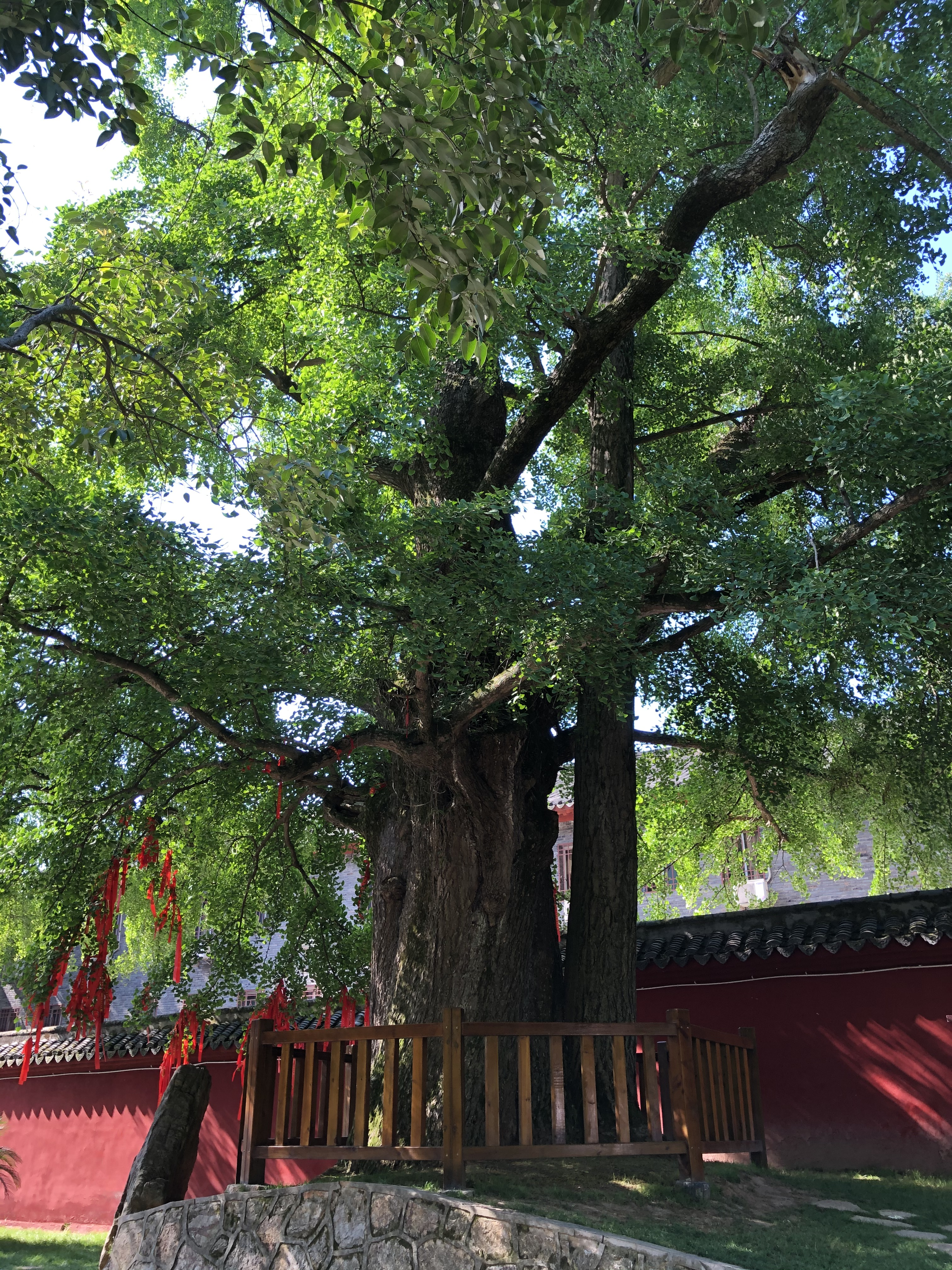
唐代银杏，树龄1300余年